# Ferme de Langstraat
La ferme de Langstraat est un immeuble classé situé dans le hameau de Gorhez faisant partie de la commune d'Aubel en Belgique au nord de la province de Liège. 

## Localisation
La ferme est située le long de la rue de Gorhez (route nationale 642), au no 346, à environ 1 500 m à l'ouest du centre d'Aubel.

## Historique
Le bâtiment en pan de bois daterait du début du XVIIe siècle (1601) tandis que le bâtiment en brique et moellons de la ferme a été érigé à la fin du XVIIe siècle . 

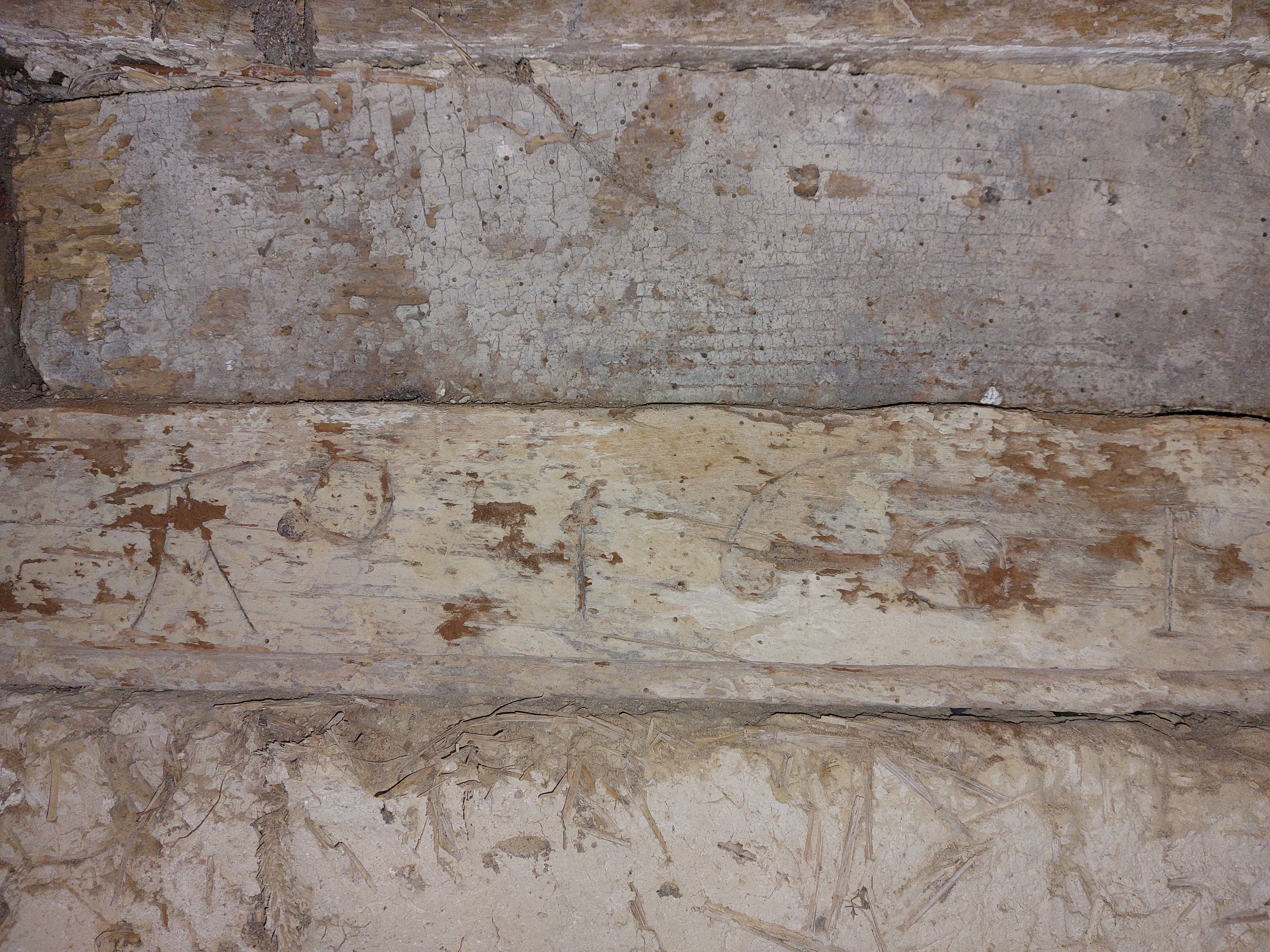
Gravure sur bois : 1601

## Description
Le bâtiment est une ancienne ferme constituée par deux ailes perpendiculaires à la route entourant une cour intérieure partiellement pavée d'une largeur d'une dizaine de mètres limitée par un muret interrompu par une grille d'entrée au niveau de la voirie. Les deux ailes sont construites principalement en brique mais des moellons de calcaire et de grès sont aussi utilisés dans la construction.
Le corps de logis, placé sur l'aile occidentale, a une longueur approximative de 30 m et est en réalité initialement composé de deux corps de logis jointifs, l'un de cinq, l'autre de trois travées. Ces corps de logis sont prolongés au nord par un logis plus bas et plus ancien, en moellons de grès présentant une façade en pans-de-bois enduits et peints. Les encadrements dont certains sont certains ont conservé leur traverse ou leur meneau ou ont été comblés sont réalisés en pierre calcaire.
Parallèles au corps de logis, l'aile orientale comprenant les étables et le fenil présente plus ou moins le même volume.

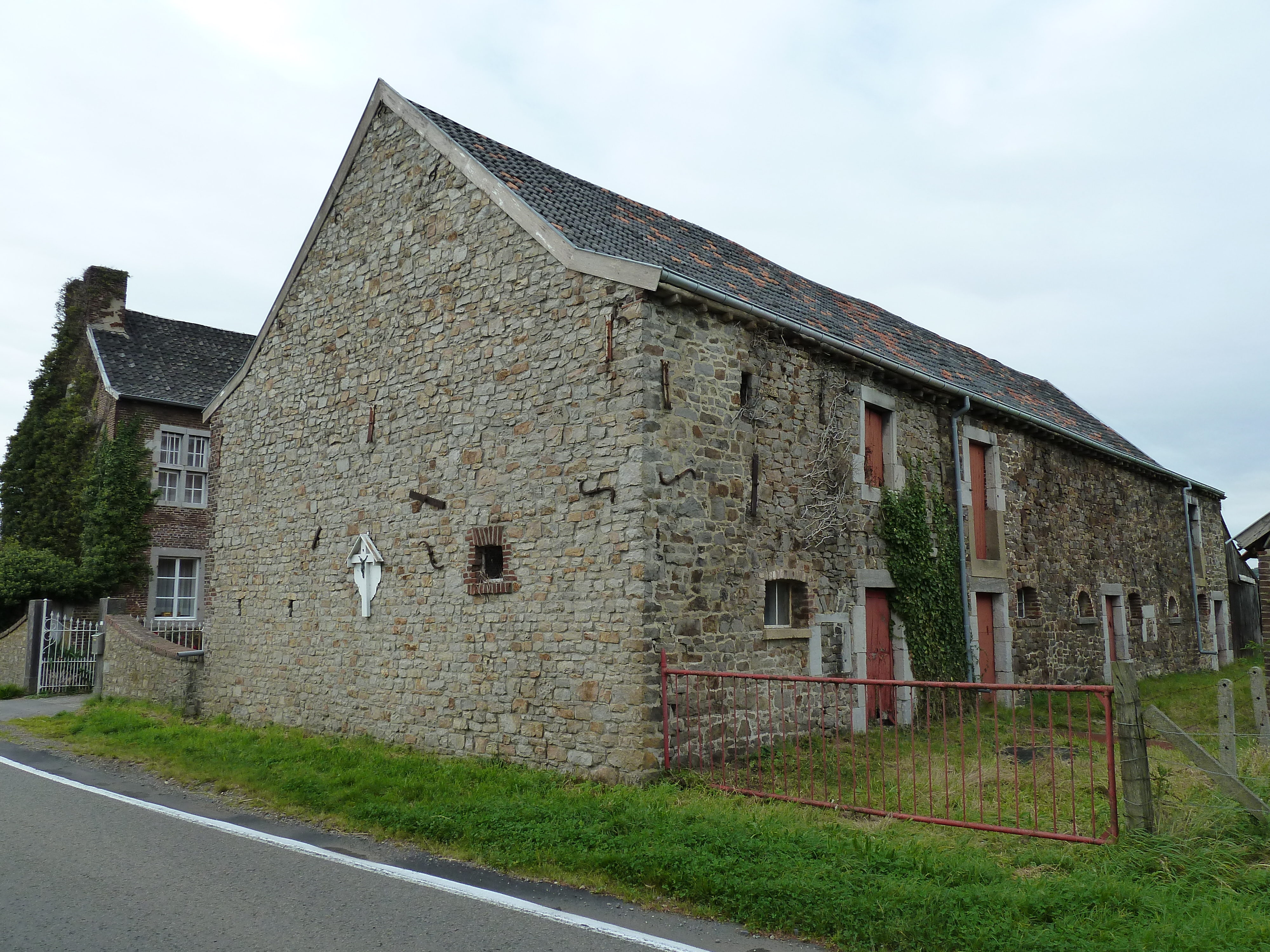
Aile orientale de la ferme de Langstraat (étables)